# Гуго де Кевильок, 5-й граф Честер
Гуго де Кевильок (англ. Hugh de Kevelioc; 1147 — 30 июня 1181) — англо-нормандский аристократ, 3/5-й граф Честер, виконт д’Авранш и виконт де Байё с 1153 года, сын Ранульфа де Жернона, 2/4-го графа Честера, и Мод (Матильды) Глостерской.
Гуго наследовал отцу ребёнком, совершеннолетним он был признан только в 1162 году. Будучи одним из крупнейших землевладельцев в Англии и Нормандии, Гуго в 1173 году принял участие в восстании сыновей короля Генриха II Плантагенета против отца. Попав в плен к королю в августе 1173 года, Гуго больше года провёл в заключении. После окончания восстания Гуго получил свободу, позже ему были возвращены и владения. Умер Гуго молодым, ему наследовал несовершеннолетний сын Ранульф де Блондевиль.

## Биография

### Молодые годы
Гуго родился в 1147 году. Местом его рождения был Кевильок около Монмута (Уэльс) или Кивейлиог (валл. Cyfeiliog) в Поуисе, благодаря чему он и получил своё прозвище. Гуго происходил из знатного англо-нормандского рода. Его отцом был Ранульф де Жернон, у которого были владения как в Англии, так и в Нормандии. Он был одним из наиболее влиятельных английских баронов первой половины XII века и активным участником гражданской войны в Англии 1135—1154 годов, который постоянно менял сторону конфликта, принимая сторону то Стефана Блуасского, то императрицы Матильды и её сына — будущего короля Генриха II Плантагенета. Мать же, Мод Глостерская, была дочерью графа Роберта Глостерского, незаконнорождённого сына короля Англии Генриха I Боклерка.
Отец Гуго умер 16 декабря 1153 года, когда Гуго было всего 6 лет. Его наследство включало в себя родовые виконтства Авранш и Байё (Бессен), Вирскую долину, Сен-Север и Брикессар в Нормандии, а также Честерское графство с подчинёнными ему владениями в Англии и Уэльсе, делая Гуго одним из самых крупных англо-нормандских землевладельцев. Вероятно над ним была установлена опека, совершеннолетним Гуго был признан в 1162 году, когда он принёс оммаж и был признан графом Честера.
В 1163 году Гуго присутствовал в Дувре, где король Генрих II занимался переговорами с фламандцами, а в январе 1164 года — на заседании Большого совета в Кларендоне, где архиепископу Томасу Бекету были предъявлены так называемые Кларендонские конституции. Гуго не смог в 1166 году вернуться в Англию, где король потребовал от своих рыцарей принести ему клятву верности как верховному владыке, а в 1168 году помогал в королю устраивать брак дочери, хотя эта помощь осталась не оценена. В 1171 году Гуго пребывал в Нормандии.

### Восстание 1173—1174 годов
В 1173 году вспыхнуло восстание сыновей короля Генриха II против отца. Гуго, который в это время совершал паломничество к монастырю святого Иоанна в Компостелле, на обратном пути присоединился к восставшему бретонскому барону Раулю Фужерскому. Используя своё влияние в северо-восточных бретонских марках, Гуго стал подстрекать бретонцев к восстанию. Против мятежников Генрих II послал брабантских наёмников, чтобы они опустошили владения Рауля Фужерского. Генриху II удалось рассеять армию мятежников, но не уничтожить — Рауль Фужерский и его союзники смогли ускользнуть от королевских войск. После этого Генрих II отправился в Нормандию, где армия французского короля Людовика VII осаждала Вернёй. Воспользовавшись этим, Рауль Фужерский, подкупивший управляющих замками Комбург и Доль, стал использовать их в качестве базы, разоряя окрестности. Узнав о новой вспышке восстания в Бретани, Генрих II в августе вновь послал против мятежников брабантских наёмников. Им удалось разбить бретонцев, а Рауль Фужерский и Гуго Честерский с шестьюдесятью рыцарями укрылись в замке Доль, который 20 августа был осаждён. 23 августа Генрих II лично прибыл к замку, чтобы руководить осадой. В итоге 26 августа восставшие были вынуждены сдаться под обещание сохранения жизни. Генрих II обошёлся с ними достаточно мягко. Гуго был отправлен в заключение в Фалез, Рауль Фужерский оставил королю в заложники двух сыновей, но вскоре бежал, за что король приказал срыть замки Рауля и разорить его владения. С восстанием в Бретани было покончено.
Когда Генрих II в 1174 году возвращался в Англию, он не рискнул оставлять там пленников, опасаясь, что их может освободить король Франции или они сами сбегут. Гуго Честерский, содержащиеся в плену в том же Фалезе Роберт де Бомон, граф Лестер с женой и некоторые другие мятежники по приказу короля были доставлены в Барфлёр с указанием не снимать с них цепей. Оттуда они 8 июля отплыли, вечером добравшись до Портсмута. Король позаботился, чтобы пленники были под надёжной охраной. Гуго был заключён в тюрьму в Девайзес.
Когда Генрих II смог подавить восстание в Англии, он решил вернуться в Нормандию, где Руан был осаждён французами. Он вновь забрал с собой мятежников, включая графа Честера. Отплыли 8 августа из Портсмута в Барфлёр. Гуго сначала был заключён в Кане, затем опять содержался в Фалезе. Когда Генрих II заключил 29—30 сентября мир со своими сыновьями, было объявлено о прощении их врагов, однако граф Честер с некоторыми мятежниками в число прощённых не попали. Только после того как находившийся также в Фалезе пленный король Шотландии Вильгельм Лев признал себя вассалом короля Англии, Генрих II отпустил 11 декабря его с другими мятежниками. В их числе получил свободу и граф Честер.

### Последующие годы и смерть
Какое-то время владения графу Честеру, судя по всему, возвращены не были. Только на совете в Нортгемптоне 13 января 1177 года Гуго получил обратно свои владения по обе стороны Ла-Манша. В марте того же года граф Честер был свидетелем Генриха II в разрешении спора между королём Кастилии Альфонсо IX и королём Наварры Санчо V. В мае на совете в Виндзоре Генрих II возвратил Гуго замки и потребовал, чтобы тот вместе с Уильямом Фиц-Оделином отправился в Ирландию для подготовки прибытия туда принца Джона. Хотя граф Честер не получил каких-то серьёзных пожалований в Ирландии и не принимал активного участия в ирландских компаниях, между Честером и Ирландией в последующие годы увеличились торговые связи, что способствовало увеличению прибылей графа.
Гуго не делал таких крупных пожалований церкви, как его предшественники. Он только предоставил некоторые земли в Уирреле аббатству Святого Верберга в Честере, а также некоторые подарки монастырям Стенлоу, Святой Марии в Ковентри, монахиням монастырей Баллингтона и Гринфилда. Кроме того, Гуго подтвердил пожалования своей матери августинским монахам Кэйка в Дербишире и отцовские пожалования бенедиктинскому женскому монастырю Святой Марии в Честере. В 1171 году он подтвердил пожалования отца аббатству Святого Стефана в епархии Байё. Более серьёзными были пожертвования, которые Гуго сделал церкви Белчфорда в монастыре Трентем и Комбу в Глостершире в аббатстве Бордесли (Уорикшир).
Гуго умер 30 июня 1181 года в Лике (Стаффордшир). Его похоронили рядом с отцом на южной стороне здания капитула аббатства Святого Верберга в Честере (сейчас — Честерский собор). Гуго наследовал единственный сын Ранульф де Блондевиль. Также у Гуго было несколько дочерей, которые после смерти Ранульфа стали сонаследницами его владений.

## Брак и дети
Жена: с ок. 1169/1170 Бертрада де Монфор (ок. 1155—1227), дочь Симона III де Монфора, графа д’Эврё, и Матильды. Дети:
- Ранульф де Блондевиль (ок. 1170 — 28 октября 1232), 4/6-й граф Честер, виконт д’Авранш и де Байё с 1181
- Матильда Честерская (ок. 1171 — ок. 6 января 1233); муж: с 26 августа 1190 Давид Шотландский (ок. 1144 — 17 июня 1219), граф Гарриоха (?) с 1172, граф Хантингдон с 1185
- сын (ум. после 1171/1173). Возможно, что этим сыном был Ричард, упоминаемый в акте, датированном 1177/1181
- Мабель Честерская (ум. после 1232); муж: Уильям (IV) д’Обиньи (ум. до 30 марта 1221), 3-й граф Арундел с 1193
- Агнесса (Алиса) Честерская (ум. 2 ноября 1247); муж: с 1192 Уильям (II) де Феррерс (ум. 22 сентября 1247), 4-й граф Дерби с 1190
- Хафиза Честерская (ок. 1175/1181 — между 6 июня 1241 и 3 марта 1243), графиня Линкольн с 1131/1132; муж: ранее 1208 Роберт II де Квинси (ок. 1187/1190 — 1217)

Также у Гуго была незаконнорождённая дочь от неизвестной любовницы:
- Амиция Честерская; муж: Ральф де Меснилуорен, судья Честера

## Комментарии
1. ↑  В одних источниках Гуго назван 5-м графом[2] (нумерация ведётся от первого пожалования титула Гуго д’Авраншу), в других — 3-м графом[3] (пожалование титула Ранульфу ле Мешену там считается отдельной креацией).